# Snotra

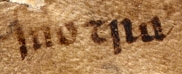
ʃnotra," (sabio) una palabra de Beowulf, línea número #3120. Para la traducción ver Beowulf; un poema heroico del, con traducción, nota y apéndice de T. Arnold 1876, p. 195.

De acuerdo a la Edda prosaica, Snotra es una de las Ásynjur.
Su nombre es claramente un derivado del adjetivo snotr que significa "sabia" o "grácil". Más que eso la Edda prosaica no nos dice.
Þrettánda Snotra, hon er vitr ok látprúð. Af hennar heiti er kallat snotr kona eða karlmaðr sá er vitr maðr er. 
"La decimotercera [de las Ásynjur] es Snotra. Ella es sabia y grácil. De ella una mujer u hombre sabio es llamado snotr."
No se la menciona ni en la Edda poética ni en la poesía escáldica, ni, efectivamente, en ninguna otra fuente nórdica o germánica occidental.
Debido a esta falta de evidencia, ha sido sugerido, por ejemplo por Rudolf Simek en su "Diccionario de mitología nórdica", que Snotra haya sido una invención de Snorri Sturluson. Mientras que es ciertamente posible no está claro por qué Snorri inventaría una diosa, especialmente ya que Snotra es la entrada número 13 en su lista. Uno pensaría que él hubiera estado feliz con 12 Ásynjur ya que declara que hay 12 Æsir.
Una explicación posible es que Snotra era originalmente un nombre alternativo para otra diosa, probablemente Frigg, y tomada por Snorri como una diosa diferente. No teniendo nada más, Snorri informa a sus lectores que Snotra es "sabia y grácil" basado simplemente en su nombre.
Es también concebible que Snorri haya tenido acceso a una auténtica, aunque escasa, tradición oral que no se nos haya pasado por ninguna otra fuente.